# Eparchia di Maladzečna
L'eparchia di Maladzečna (in bielorusso: Маладзечанская епархія; in russo Молодечненская епархия?) è un'eparchia dell'esarcato bielorusso del Patriarcato di Mosca, appartenente alla metropolia di Minsk.
Dal 2 dicembre 2014 l'eparca è Paolo di Maladzečna e Stoŭbcy, nato Oleg Pavlovich Timofeenkov.

## Territorio
L'eparchia comprende i distretti di Vilejka, Valožyn, Dzjaržynsk, Maladzečna, Mjadzel, Stoŭbcy e Uzda nella parte nord-occidentale della regione di Minsk.
Sede eparchiale è la città di Maladzečna, dove si trova la cattedrale della Dormizione della Beata Vergine Maria. Il vescovo ha il titolo ufficiale di "eparca di Maladzečna e Stoŭbcy".

## Storia
L'eparchia è stata eretta dal Santo Sinodo della Chiesa ortodossa russa il 23 ottobre 2014, ricavandone il territorio dall'eparchia di Minsk, e contestualmente è entrata a far parte della metropolia di Minsk.